# Reformas cluniacenses
Las Reformas cluniacenses (también llamadas Reforma benedictina) fueron una serie de cambios dentro del monasticismo medieval de la Iglesia occidental centrados en la restauración de la vida  monástica tradicional, el fomento del arte y el cuidado de los pobres. El movimiento comenzó en el seno de la orden benedictina en la abadía de Cluny, fundada en 910 por Guillermo I de Aquitania (875-918). Las reformas fueron llevadas a cabo en gran parte por  San Odón (c. 878 - 942) y se extendieron por Francia (Borgoña, Provenza, Auvernia, Poitou), en el Inglaterra (la Reforma benedictina inglesa), y por gran parte de Italia y España.

## Antecedentes
A principios del siglo X, el monacato occidental, que había florecido varios siglos antes con san Benito de Nursia, experimentaba un grave declive debido a las inestables condiciones políticas y sociales derivadas de las casi continuas incursiones vikingas, la pobreza generalizada y, sobre todo, la dependencia de las abadías de los nobles locales, que controlaban todo lo que pertenecía a los territorios bajo su jurisdicción.
El ímpetu de las reformas radicaba en los abusos que se consideraban resultado de la interferencia secular en los monasterios y de la estrecha integración de la Iglesia con los sistemas feudal y señorial. Como un monasterio benedictino necesitaba tierras, necesitaba el patrocinio de un señor feudal local. Sin embargo, el señor solía exigir derechos y hacer valer prerrogativas que interferían con el funcionamiento del monasterio. Los mecenas normalmente conservaban un interés de propiedad y esperaban instalar a sus parientes como abades. Los aristócratas locales a menudo establecían iglesias, monasterios y conventos que luego consideraban propiedad familiar, obteniendo ingresos de ellos y dejando a los monjes que quedaban subsistiendo en la pobreza.
Algunos monasterios fueron fundados por señores feudales con la intención de retirarse allí en algún momento. La Regla Benedictina, en estos monasterios, se modificó para programar los maitines cuando no interrumpieran el sueño y se amplió la dieta vegetariana. Los monjes de estas casas vestían ropas más ricas y abrigadas y eran libres de ignorar las reglas relativas al ayuno.
La reforma de Cluny fue un intento de remediar estas prácticas con la esperanza de que un abad más independiente hiciera cumplir mejor la Regla de San Benito.

## Abadía de Cluny
Guillermo I de Aquitania (875-918) había adquirido un terreno en Borgoña. En 910 fundó la abadía de Cluny y pidió al abad Bernón de la abadía de Baume que la presidiera. El abad de Cluny conservó la autoridad sobre las casas hijas que fundó su orden. En el siglo XII, la Congregación de Cluny incluía más de mil monasterios.
Berno había establecido el monasterio de San Pedro en Gigny y la abadía de Baume según la regla interpretada por Benito de Aniane, que había tratado de restaurar el rigor primitivo de la observancia monástica allí donde se había relajado. La regla se centraba en la oración, el silencio y la soledad.
Entre los partidarios más notables de las reformas cluniacenses se encontraban el papa Urbano II, Lamberto de Hersfeld y Ricardo de Verdún. Las reformas animaron a la Iglesia de Occidente a estar más atenta a los negocios y llevaron al papado a intentar afirmar su control sobre la Iglesia de Oriente.

## Resultado
Durante su apogeo (c. 950-c.1130), el movimiento cluniacense fue una de las mayores fuerzas religiosas de Europa. Al menos tan significativas como sus consecuencias políticas, las reformas exigían una mayor devoción religiosa. Los cluniacenses apoyaron la Paz de Dios, y promovieron las peregrinaciones a Tierra Santa. Una liturgia cada vez más rica estimuló la demanda de vasos de altar de oro, tapices y telas finas,  vidrieras y música coral polifónica para llenar las iglesias de románica.

## La Orden del Císter
En 1075 Roberto de Molesme, monje benedictino de la abadía de Cluny, había obtenido el permiso del papa Gregorio VII para fundar un monasterio en Molesme, en Borgoña. En Molesme, Roberto intentó restaurar la práctica del monasterio al carácter simple y severo de la Regla original de San Benito, llamada "Estricta Observancia". Como en Molesme sólo tuvo un éxito parcial, en 1098 Robert dirigió a un grupo de 21 monjes de su abadía de Molesme para fundar un nuevo monasterio. Los monjes adquirieron una parcela de tierra pantanosa al sur de Dijon llamada Cîteaux (Latín: "Cistercium") y se dispusieron a construir allí un nuevo monasterio que se convirtió en la Abadía de Cîteaux, la abadía madre de la recién fundada Orden Cisterciense.